# Tembec
Tembec est une compagnie forestière québécoise dont le siège social se situe dans la ville de Témiscaming. Elle emploie environ 8 000 personnes. Elle opère des usines de pâtes et papiers, des scieries et d'autres usines de transformation des produits forestiers au Canada, aux États-Unis et en France.

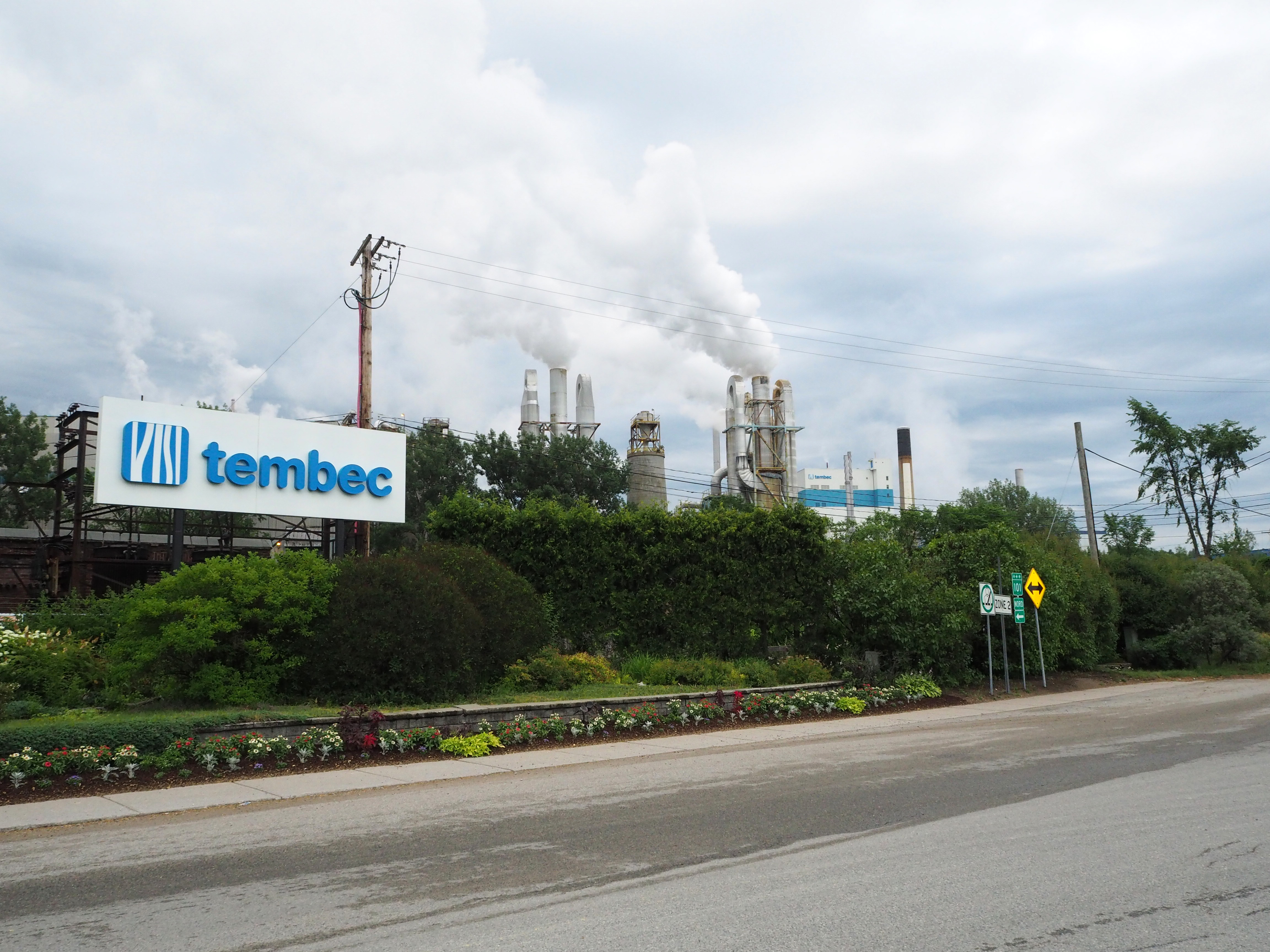
Le complexe de Témiscaming de Tembec.

## Historique

### Les origines (décennie 1970)
En 1925, la Canadian International Paper Company (CIP) rachète une petite usine de pâte à papier appartenant à la Riordon Pulp and Paper. Cette usine avait suscité la création, en 1921, de la ville de Témiscaming (appelée à l'époque Long-Saut), appartenant entièrement à la Riordon, puis à la CIP. Près de 50 ans plus tard, en 1972, la CIP ferme cette usine dont dépend presque entièrement la ville, mettant ainsi au chômage 530 travailleurs réguliers et environ 300 employés saisonniers,.
Quatre anciens cadres de la CIP, Georges S. Petty, Jack Stevens, James Chantler et Frank A. Dottori, en collaboration étroite avec le président du syndicat Charles Carpenter et le commissaire industriel de Témiscaming, William Clark, décident de mettre sur pied une nouvelle compagnie, Tembec, qui entre en opération en octobre 1973. La création de l'entreprise se fait grâce à un investissement de 2,4 millions de dollars, sommes provenant des promoteurs, des employés, des habitants de Témiscaming, de Rexfor, du gouvernement fédéral et de différents investisseurs privés.
La vétusté des infrastructures, une des raisons invoquées par la CIP pour la fermeture de l'usine, se fait toutefois sentir, et dès 1974, Tembec modernise ses installations afin d'assurer la viabilité à long terme de l'entreprise. En outre, le complexe industriel de Témiscaming s'agrandit en 1977 avec la filiale Temfibre, pour la recherche sur la récupération des résidus de la pâte.

### La période d'expansion (décennies 1980 et 1990)
En 1979, Jack Stevens est le premier des quatre fondateurs à prendre sa retraite. Frank A. Dottori devient président-directeur général. Sous sa gouverne, durant les années 1980 et 1990, la compagnie connaîtra une croissance importante. Elle continue de développer le complexe industriel de Témiscaming avec le début de la construction de Temcell I, en 1984, afin de produire de la pâte chimicothermomécanique blanchie, puis de sa cartonnerie Temboard, construite en 1989, et de Temcell II, construite en 1992. À partir de 1981, Tembec fait l'acquisition de plusieurs usines afin de diversifier sa production et d'utiliser au maximum sa matière première. Ses premières acquisitions ont lieu au Témiscamingue, mais rapidement, elle s'étend en Abitibi et en Ontario. Graduellement, elle fera des acquisitions aux États-Unis, en France et dans le reste du Canada.  En 1999 Tembec achète de Donohue l'usine de Matane. Un PCTMB (pâte chimico-thermo-mécanique-blanchie). L'usine de Matane devient rapidement l'une des plus performantes du groupe des pâtes de Tembec.
Son développement n'est pas seulement géographique. En effet, parmi les produits dont elle entreprend la production, on trouve le bois d'œuvre, de la parqueterie, des panneaux à particules orientées, des copeaux de bois et des poutres de placages de bois lamellées.

### Les temps difficiles (décennie 2000)

#### Le désastre de la Gaspésia
En 2001, Tembec, SGF Rexfor et le Fonds de solidarité FTQ forment un consortium visant la relance de l'usine Papiers Gaspésia de Chandler, en Gaspésie, fermée par Abitibi-Consolidated en 1999. 500 employés se retrouvaient donc mis à pied. Après plusieurs années et des dépassements de coût de plusieurs centaines de millions, les travaux étaient stoppées en janvier 2004 et le consortium arrivait à une entente en juin 2005 avec ses créanciers.

#### La crise du bois d'œuvre
Depuis quelques années, elle doit faire face à d'importants problèmes financiers causés notamment par le conflit du bois d'œuvre, la hausse du prix de l'énergie et l'appréciation du dollar canadien. 
Depuis 2004, elle se défait de plusieurs actifs et diminue son personnel de façon marquée.

## En France
Tembec possédait deux papeteries à Saint-Gaudens (Haute-Garonne) et à Tarascon (Bouches-du-Rhône), achetée en 2001 à la société La Rochette CENPA ,vendues en 2010 à la holding hollandaise Fibre d'Excellence (en).
La seule restante en France, la papeterie de Tartas (Landes), spécialisée dans les celluloses de haute pureté, est vendue en 2018 à l'américaine Rayonier Advanced Materials (en)